# エルド吉水
エルド 吉水（エルド よしみず、1965年5月16日 - ）は日本の漫画家。
東京芸術大学卒業。彫刻家として、国内外の公共空間に作品を制作。グイド・クレパックスのファンで、劇画を描きだす。フランスのポワティエ大学病院でアート作品の展示。
代表作『Ryuko』はフランスのLe Lézard noirから出版。その後、イタリアやドイツなど11か国で出版され、日本ではリイド社が2023年に第1巻、2024年に第2巻を発売した。

## 作品
- 『Ryuko』第1巻 (2016年、Le Lézard noir) ISBN 978-2353480890
  - 日本版『龍子 RYUKO　1』 (2023年、リイド社) ISBN 978-4845861644
- 『Ryuko』第2巻、2018年、Le Lézard noir ISBN 978-2353481170
  - 日本版『龍子 RYUKO　2』 (2024年、リイド社) ISBN 978-4845866083
- 『Gamma Draconis』、（2020年、Le Lézard noir）シナリオ：Benoist Simmat　ISBN 978-2353481583
- 『Hen Kai Pan』 (2022年、Le Lézard noir) 翻訳：Sébastien Raizer ISBN 978-2353482504